# Sebastian Hyller

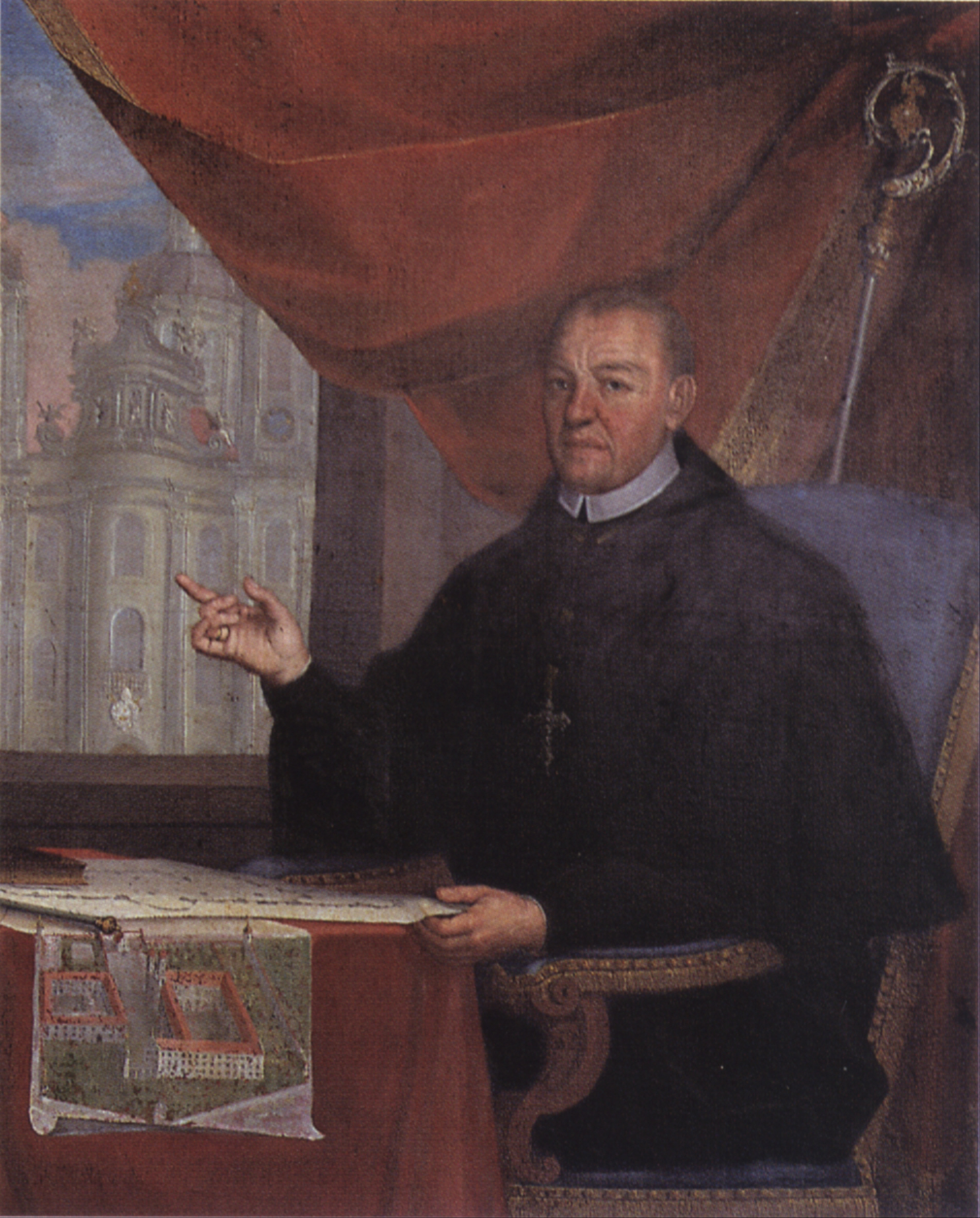
Sebastian Hyller, Abt der Reichsabtei Weingarten. Porträt in der Benediktinerabtei Weingarten

Sebastian Hyller OSB (* 5. Februar 1667 in Pfullendorf; † 10. Mai 1730 in Weingarten) war Benediktinerpater und von 1697 bis 1730 der 36. Abt der Abtei Weingarten.

## Leben
Sebastian Hyller wurde am 5. Februar 1667 in Pfullendorf als Sohn eines dort ansässigen Bäckermeisters geboren. Er legte am 1. April 1685 seine Profess als Mitglied des Benediktinerkonvents Weingarten ab und feierte nach einem Theologiestudium an der Benediktiner-Universität Salzburg am 14. Oktober 1691 seine Primiz als Priester. Er wurde zum Professor für Philosophie an der Benediktiner-Universität Salzburg berufen. Am 20. Juni 1697 wurde er zum Abt der Reichsabtei Weingarten bestimmt. Er war außerdem Präses der Oberschwäbischen Benediktinerkongregation, des schwäbischen Reichsprälatenkollegiums und der Benediktineruniversität Salzburg.
Als Abt der Abtei Weingarten war Sebastian Hyller gleichzeitig Reichsabt und Landesherr des reichsunmittelbaren Territoriums der Reichsabtei Weingarten. Er vollendete 1702 den Bau des Priorates Hofen (heute Schloss Friedrichshafen) sowie der Patronatskirchen Krumbach und Thüringen/Vorarlberg. Unter seiner Leitung wurde von 1715 bis 1724 die Basilika St. Martin und Oswald der Abtei Weingarten erbaut. 1726 ließ er die Heilig-Blut-Reliquie neu in Gold und Edelsteinen fassen, die allerdings seit 1809 als verschollen gilt.
Sebastian Hyller starb am 10. Mai 1730 in Weingarten. Sein Epitaph findet sich in der Nähe des Sebastiansaltars in der Basilika Weingarten.

## Erinnerung
Zu seinen Ehren wurde 1951 die Abt-Hyller-Straße in Weingarten, die auf den Martinsberg und damit in Richtung der Basilika führt, nach ihm benannt.